# Jaskinia za Źródłem Pierwsza
Jaskinia za Źródłem Pierwsza, Jaskinia za Źródłem I, Schronisko w Zimnym Dole V – jaskinia w skałach na orograficznie lewym zboczu doliny Zimny Dół na terenie wsi Czułów, w gminie Liszki w województwie małopolskim. Pod względem geograficznym jest to obszar Garbu Tenczyńskiego w obrębie Wyżyny Krakowsko-Częstochowskiej.

## Opis obiektu
Jaskinia znajduje się powyżej Źródła w Zimnym Dole i powyżej domów (w kierunku północno-zachodnim od źródła). Jej otwór znajduje się w najdalej na zachód wysuniętej skale. Jest to skała Byk zaliczana do skał Grupy Krowy. Skała ma postać długiego muru skalnego. Duży, południowy otwór jaskini znajduje się na pęknięciu w środkowej części tego muru. Otwór ma wysokość 4 m. Ciągnie się za nim korytarz przebijający skałę na wylot. Wysokość korytarza stopniowo zmniejsza się, i przy północnym końcu skały wynosi już tylko 0,5 m.
Jaskinia powstała w strefie saturacji na ciosowym pęknięciu w wapieniach skalistych pochodzących z jury późnej. Nacieki bardzo ubogie – zwietrzałe nacieki grzybkowe powstałe z mleka wapiennego. Namulisko próchniczno-gliniaste, pochodzenia zewnętrznego – zostało przyniesione przez wody wlewające się do jaskini północnym otworem. Jaskinia jest widna tylko w okolicach otworów. Na jej ścianach w zasięgu światła rozwijają się porosty.

## Historia poznania i dokumentacji
Jaskinia znana była zapewne od dawna. W 1986 r. A. Górny i M. Szelerewicz umieścili ją w wykazie jaskiń pod nazwą Schronisko w Zimnym Dole V. Dokumentację opracowali ci sami autorzy w sierpniu 1999 r. Plan jaskini opracował M. Szelerewicz.

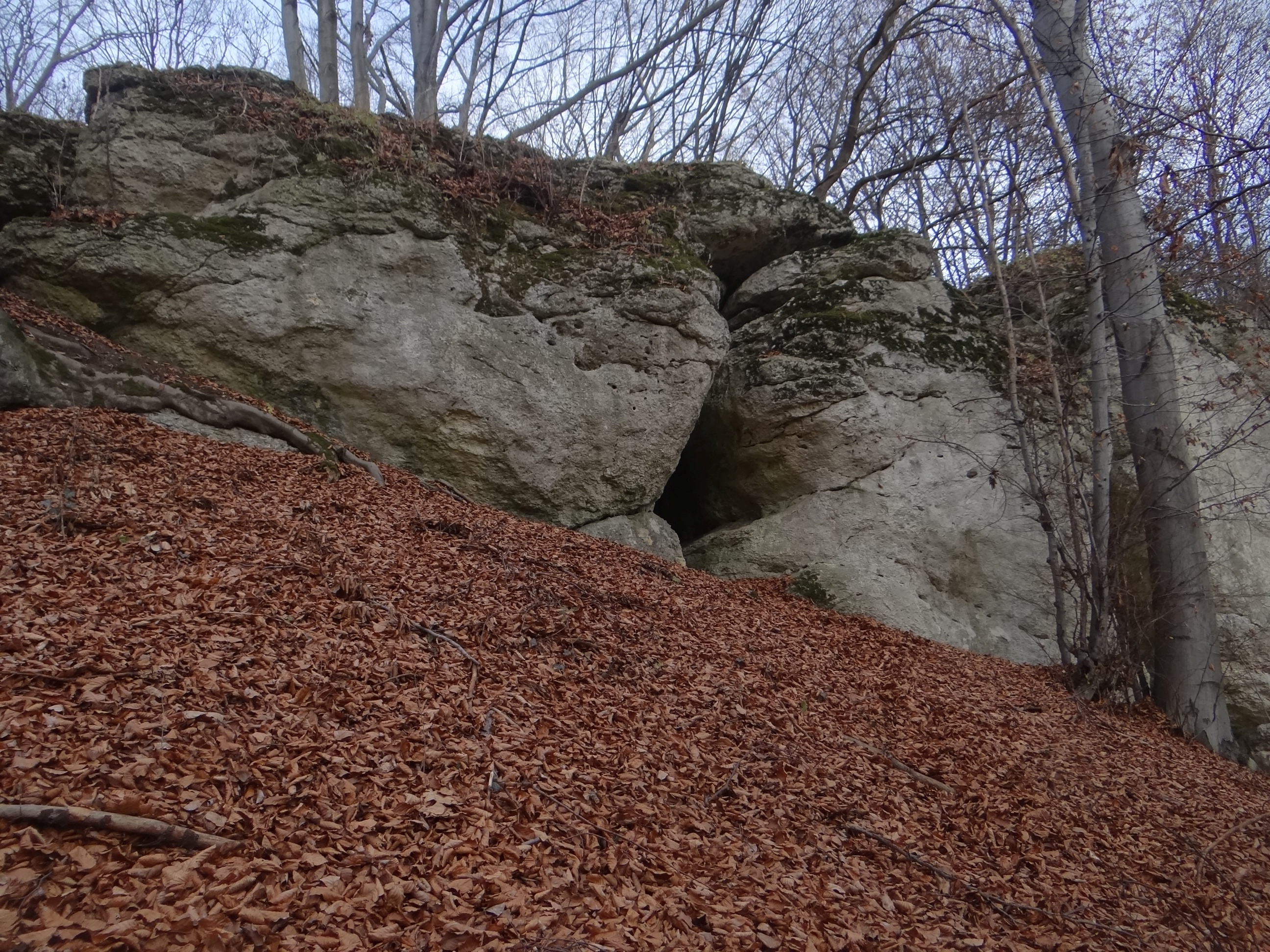
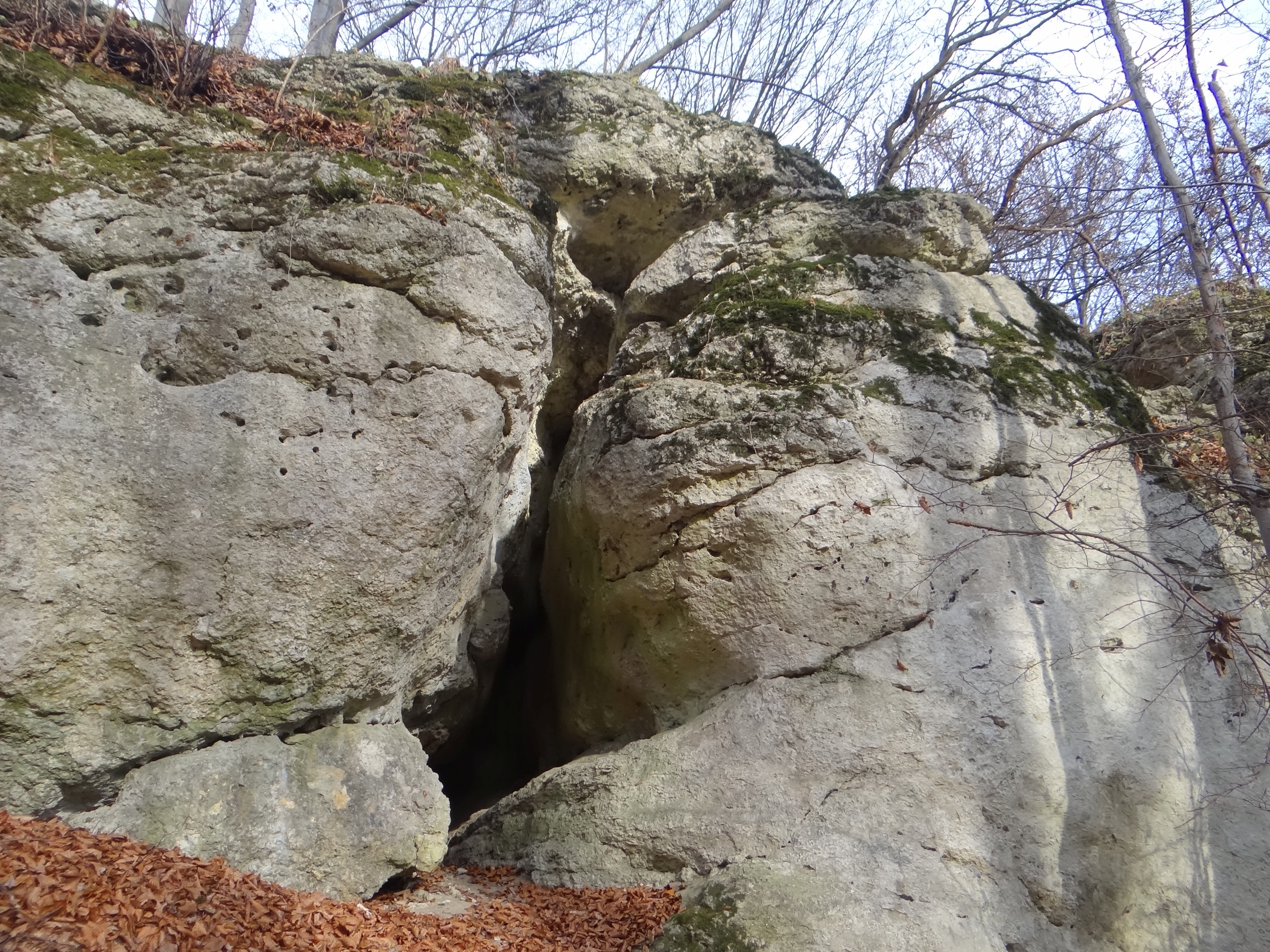
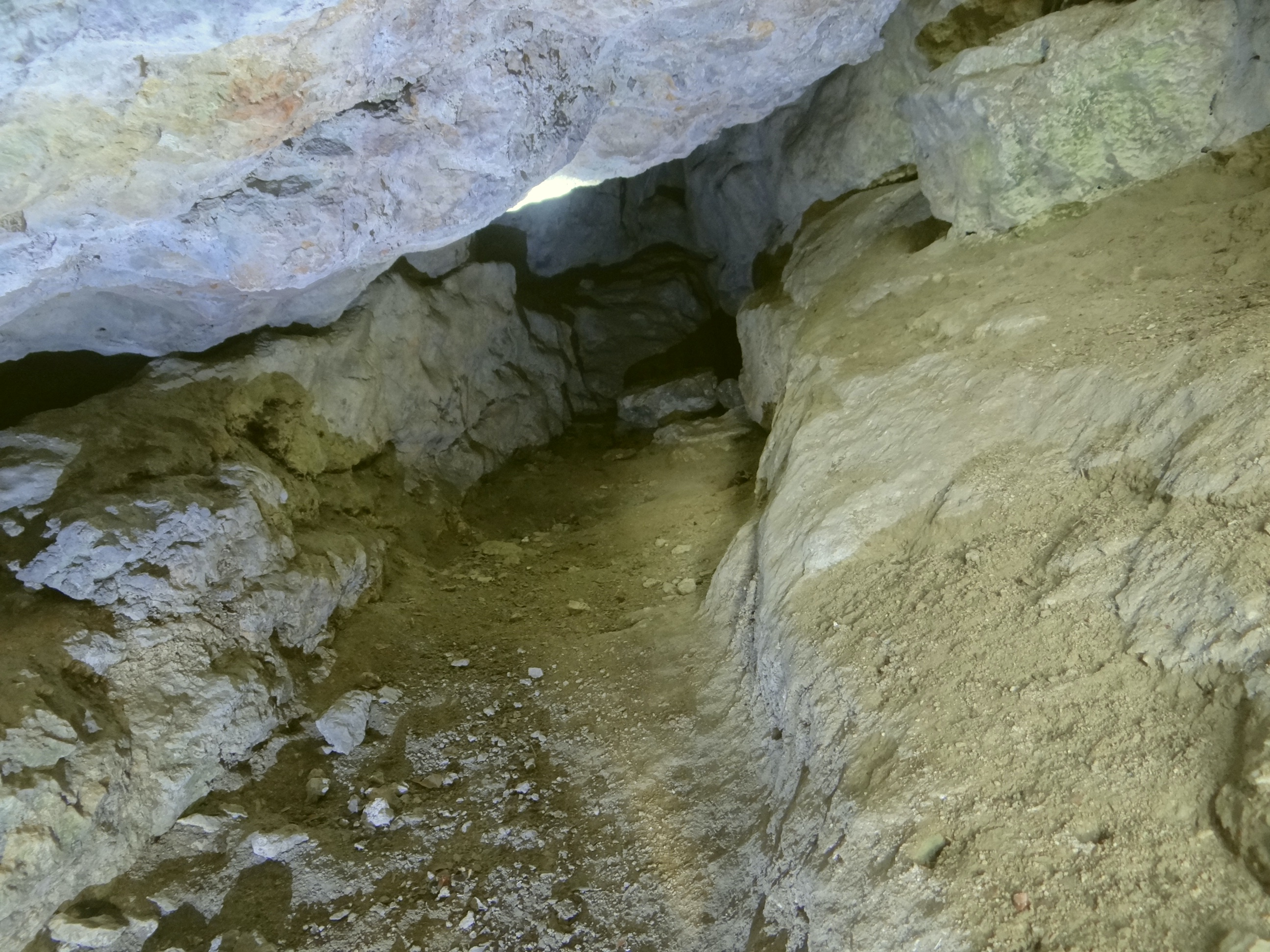
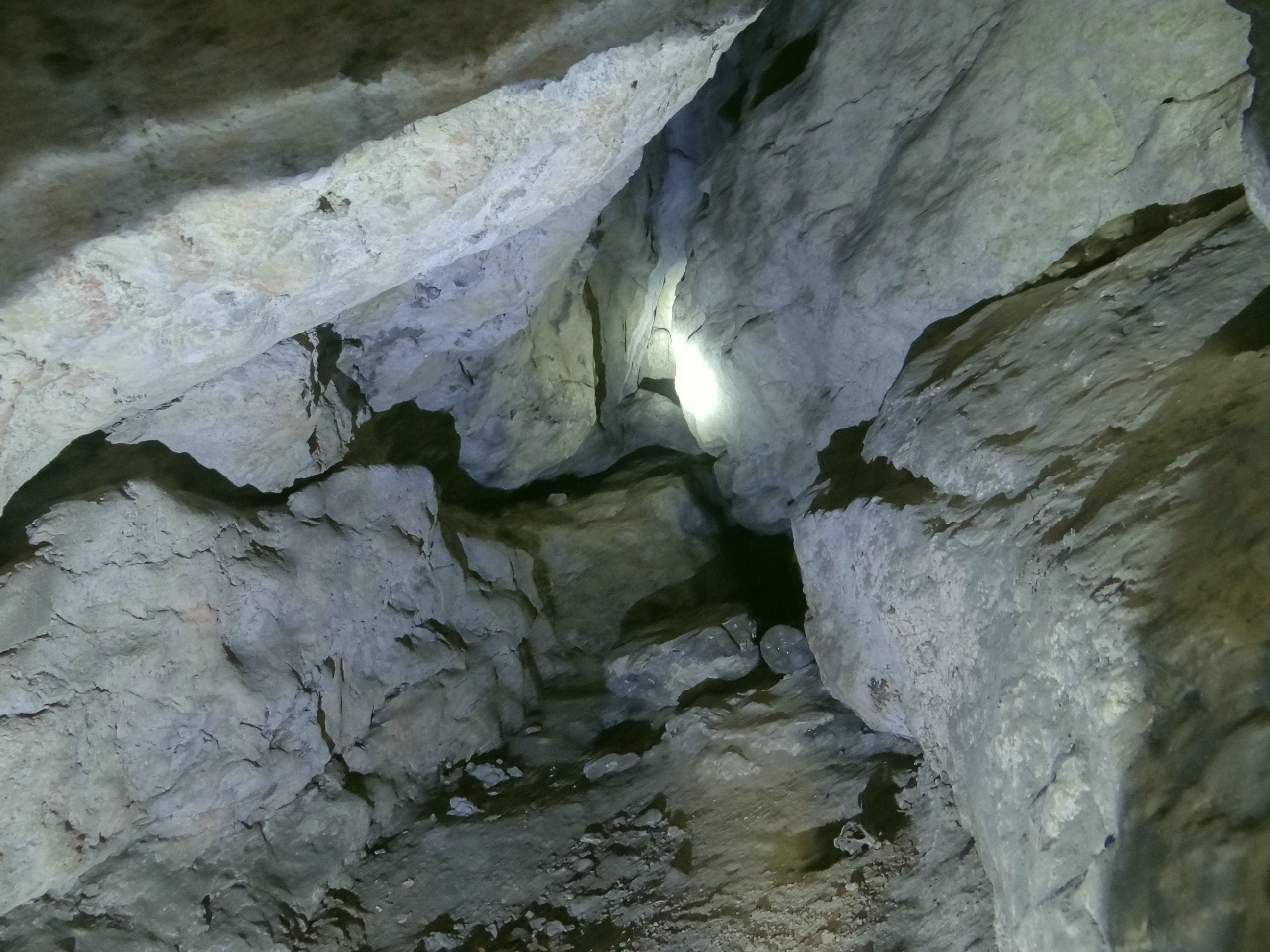
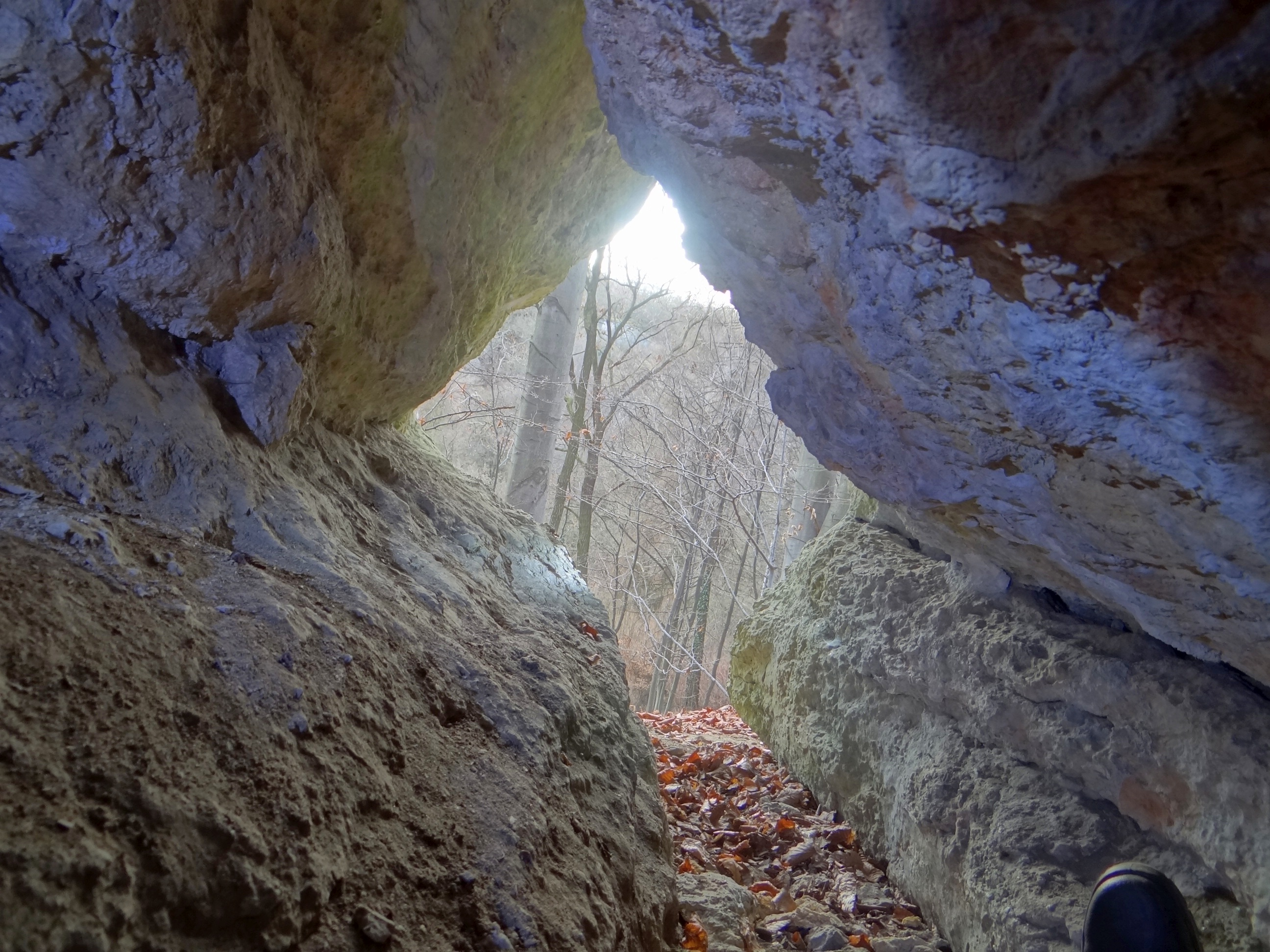
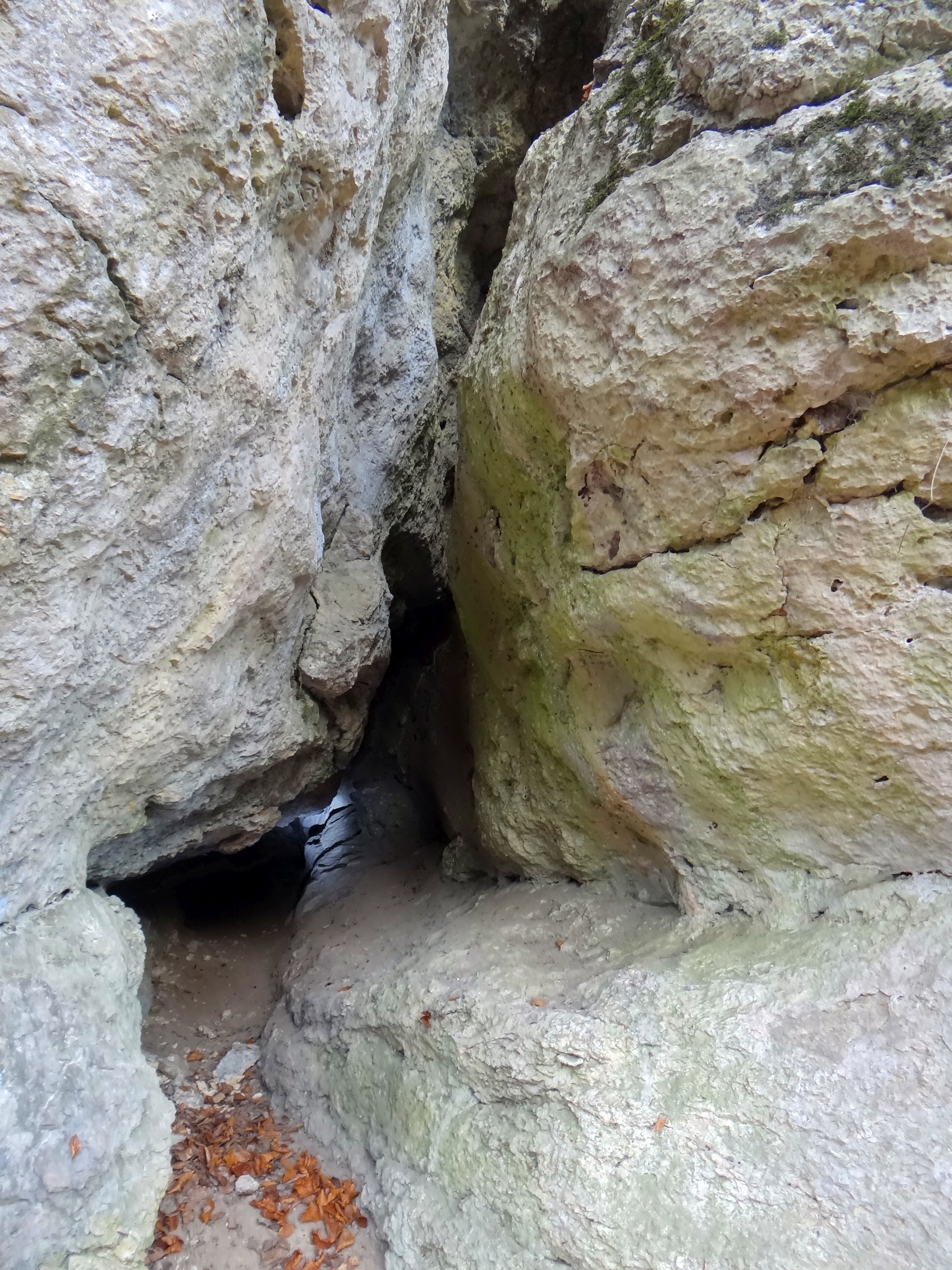

W tej samej skale, ale w jej środkowej części znajduje się większa Jaskinia za Źródłem Druga.